# サンタクルーズ郡 (カリフォルニア州)
サンタクルーズ郡（サンタクルーズぐん、英: Santa Cruz County）は、アメリカ合衆国カリフォルニア州中部太平洋岸に位置する郡である。サンフランシスコ・ベイエリアからは南にあり、モントレー湾の北側を占めている（湾の南側はモントレー郡）。人口は27万0861人（2020年）。郡庁所在地はサンタクルーズ市である。地域的な統治機関であるモントレー湾地域政府協会の一員である。

## 歴史
サンタクルーズ郡は、1850年にカリフォルニアがアメリカ合衆国の州になったときからの郡である。
当初の法律では、1797年に設立されたスペインのプエブロの名前を採って「ブランシフォルテ」郡と名付けられていた。郡内を流れる主要河川のブランシフォルテ・クリークもこの名を冠している。それから2か月足らず後に郡名は「サンタクルーズ」（聖なる十字架）に変更された。1791年に設立され1794年に完工したサンタクルーズ伝道所は、1857年の地震で破壊されたが、1931年に小型版の複製が再建された。

## 地理
アメリカ合衆国国勢調査局に拠れば、郡域全面積は607平方マイル (1,573 km2)であり、このうち陸地は445平方マイル (1,153 km2)、水域は162平方マイル (419 km2)で水域率は26.67%である。カリフォルニア州の郡の中で、サンフランシスコ郡（サンフランシスコ市に一致）に次いで2番目に小さな郡である。
サンタクルーズ郡は太平洋とサンタクルーズ山脈に挟まれ、モントレー湾の北側に幅約10マイル (16 km) の帯状の形態をしている。大まかに4つの地域に分けられる。すなわち岩の多い「北海岸」部、都市部であるサンタクルーズ市、ソーケル、キャピトラおよびアプトスの並び、山岳の多いボニードゥーンとサンロレンソ川渓谷、およびワトソンビルなど肥沃な「郡南部」の4地域である。農業地帯は北端と南端の海岸側低地に集中している。海岸線の大半は崖になっている。

### 隣接する郡
- サンタクララ郡、東
- サンマテオ郡、北
- サンベニト郡、南東
- モントレー郡、南

## 都市
| - サンタクルーズ（郡庁所在地） - ワトソンビル - スコッツバレー - キャピトラ - アメスティ - アプトス - アプトスヒルズ・ラーキンバレー - ベンロモンド - ボニードゥーン - ボルダークリーク - ブルックデール | - コラリトス - ダベンポート - デイバレー - フェルトン - フリーダム - インターラーケン - ラセルバビーチ - ライブオーク - マウントハーモン - オーパルクリフス - リオ・デル・マー - ソーケル - パサティエンポ - ツインレイクス |

## 交通

### 主要高規格道路
- カリフォルニア州道1号線
- カリフォルニア州道9号線
- カリフォルニア州道17号線
- カリフォルニア州道35号線
- カリフォルニア州道129号線
- カリフォルニア州道152号線
- カリフォルニア州道236号線

#### 郡道
- サンタクルーズ郡道G12号線

### 公共交通
郡内にはサンタクルーズ都市圏交通地区のバス便が運行されている。サンタクルーズ都市圏交通地区とサンタクララバレー交通局が共同でサンタクルーズ市とサンノゼ市の間に「ハイウェイ17急行」バスを運行している。グレイハウンドのバス便も郡内で利用できる。

### 空港
一般用途空港としてワトソンビル市民空港を利用できる。他の民間施設として以前軍用だったモントレー湾アカデミー空港がある。商業便空港で近くにあるのはサンノゼ国際空港、モントレー半島空港、サンフランシスコ国際空港およびオークランド国際空港である。

## 人口動態
以下は2000年の国勢調査による人口統計データである。
| 基礎データ - 人口: 255,602人 - 世帯数: 91,139世帯 - 家族数: 57,144家族 - 人口密度: 222人/km2（574人/mi2） - 住居数: 98,873軒 - 住居密度: 86軒/km2（222/mi2） 人種別人口構成 - 白人: 75.09% - アフリカン・アメリカン: 0.97% - ネイティブ・アメリカン: 0.96% - アジア人: 3.44% - 太平洋諸島系: 0.15% - その他の人種: 15.02% - 混血: 4.37% - ヒスパニック・ラテン系: 26.79% - ドイツ系アメリカ人: 10.0% - イングランド系アメリカ人: 8.9% - アイルランド系アメリカ人: 8.2% - イタリア系アメリカ人: 6.3% 約6,000人、2.3%がユダヤ系アメリカ人であり、この比率は国内で91番目に高い。 主たる言語による人口構成 - 英語: 72.5% - スペイン語: 22.3% | 年齢別人口構成 - 18歳未満: 23.8% - 18-24歳: 11.9% - 25-44歳: 30.8% - 45-64歳: 23.5% - 65歳以上: 10.0% - 年齢の中央値: 35歳 - 性比（女性100人あたり男性の人口） - 総人口: 99.7 - 18歳以上: 97.8 世帯と家族（対世帯数） - 18歳未満の子供がいる: 31.9% - 結婚・同居している夫婦: 48.0% - 未婚・離婚・死別女性が世帯主: 10.2% - 非家族世帯: 37.3% - 単身世帯: 25.1% - 65歳以上の老人1人暮らし: 8.2% - 平均構成人数 - 世帯: 2.71人 - 家族: 3.25人 収入と家計 - 収入の中央値 - 世帯: 53,998米ドル - 家族: 61,941米ドル - 性別 - 男性: 46,291米ドル - 女性: 33,514米ドル - 人口1人あたり収入: 26,396米ドル - 貧困線以下 - 対人口: 11.9% - 対家族数: 6.7% - 18歳未満: 12.5% - 65歳以上: 6.3% |

サンタクルーズ郡住人は教育水準が高い傾向にある。25歳以上の住人の38.3%は少なくとも学士号以上を取得しており、全国平均の27.2%、州平均の29.5%よりかなり高い。

## 環境問題
郡内には下記のような絶滅危惧種が棲息している。
- サンタクルーズ・ナガオガラガラヘビ
- サンタクルーズ・タール草
- サンフランシスコ・ガータースネーク
- カリフォルニア・アカアシカエル
- カリフォルニア・トラフサンショウウオ
- カッショクペリカン
- カリフォルニア・オニクイナ
- マダラウミスズメ
- ウェスタン・シロチドリ
- キハシ・カッコー
- ギンザケ
- ニジマス
- 潮汐ハゼ
- サザン・ラッコ
- マウントハーモン・コガネムシ
- オローニ・ハンミョウ
- スミス・アオチョウ
- ザイアンテ・オビハネバッタ

## カレッジと大学
4年制大学:
- カリフォルニア大学サンタクルーズ校、公立、サンタクルーズ市
- ベサニー大学、私立、スコッツバレー市

2年制カレッジ:
- カブリロ・コミュニティ・カレッジ、公立、アプトス

## 政治
サンタクルーズ郡はアメリカ合衆国大統領および連邦議会選挙で民主党の強い地盤である。大統領選挙で共和党が最後に勝ったのは1980年のロナルド・レーガンであり、過半数を取ったのは1968年のリチャード・ニクソンが最後だった。2008年の選挙では民主党のバラク・オバマが4対1に近い得票率で共和党のジョン・マケインを降した。郡内の都市、町および未編入領域全てで民主党に登録した住人数が共和党のそれを上回っている。
アメリカ合衆国下院議員の選挙ではカリフォルニア州第14選挙区および第17選挙区の一部であり、どちらも民主党議員が占めている。カリフォルニア州議会下院議員の選挙では、第27および第28選挙区に入っている。どちらも民主党議員が占めている。カリフォルニア州議会上院議員の選挙では、第11および第15選挙区に入っている。第11区は民主党、第15区は共和党議員がそれぞれ務めている。
2008年の命題8に関する住民投票で郡内投票者の71.4%は法案に反対した。これは同性同士の結婚を禁止するためのカリフォルニア州憲法修正案だった。

## ワイン作り

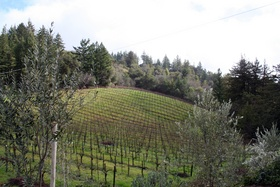
サンタクルーズ山脈のブドウ園

ブドウ栽培とその醸造を合わせたワイン作りはサンタクルーズ郡の経済と文化で重要な役割を占めている。デイビッド・ブルース・ワイナリーとリッジ・ヴィニヤードのワインが、1976年パリ・ワイン品評会で入賞した。